# Kaktusář; odborný měsičnik
Kaktusář; odborný měsičnik (abreviado Kaktusář) fue una revista con ilustraciones y descripciones botánicas que fue editada en Brno. Se publicaron 7 números desde el año 1930 hasta 1936 con el nombre de Kaktusář; odborný měsičnik. Astrophytum spolek pestitelu kaktusu a jinych sukkulentu.